# 神奈川県道451号藤沢大和自転車道線

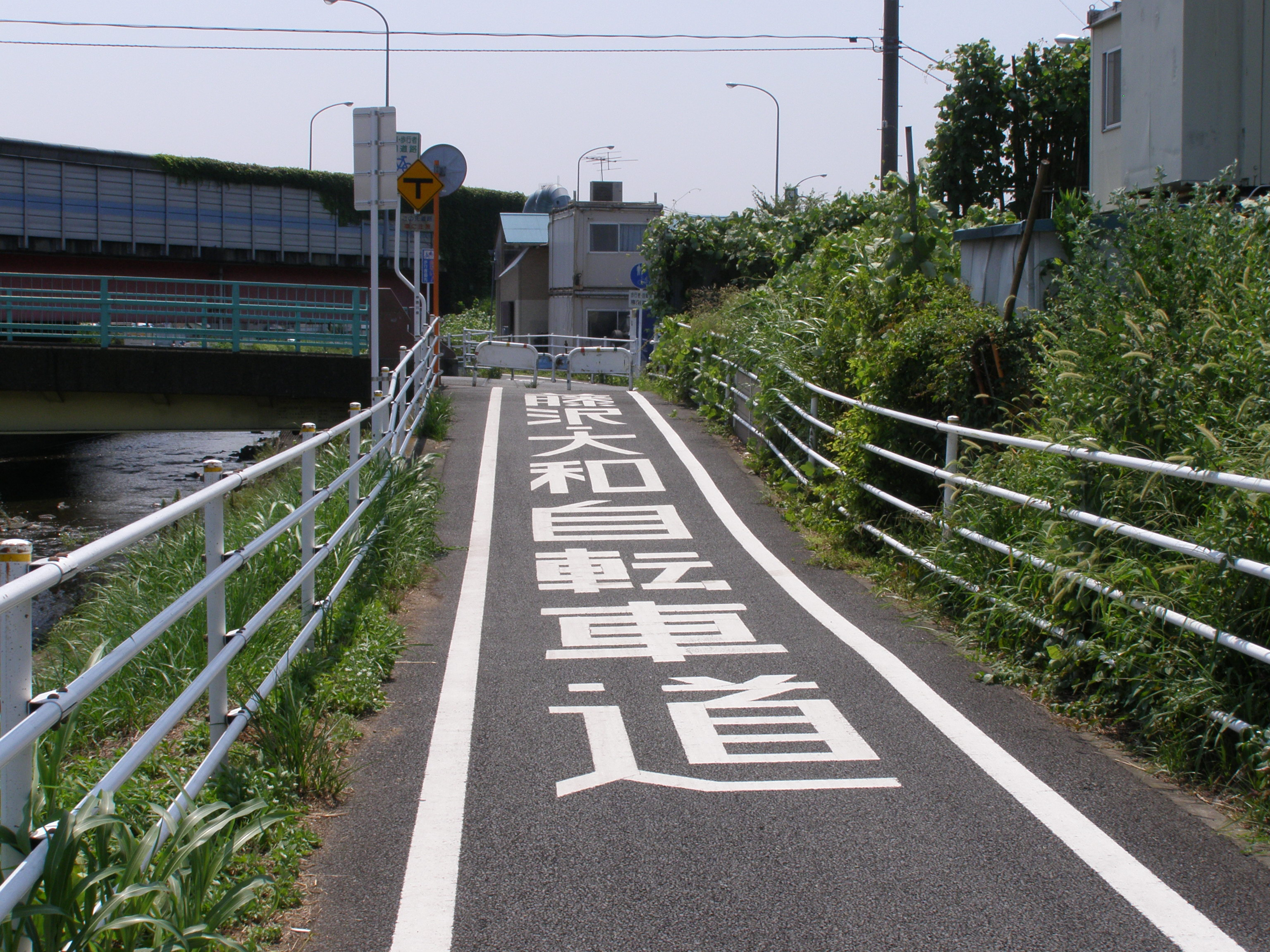
終点から藤沢方面へ向かう

神奈川県道451号藤沢大和自転車道線（かながわけんどう451ごう ふじさわやまとじてんしゃどうせん）は神奈川県藤沢市鵠沼海岸から神奈川県大和市下鶴間に至る一般県道として認定された自転車道である。大規模自転車道の一路線。通称境川自転車道。一般に境川サイクリングロードとも呼ばれる。整備済み区間の大部分が境川の右岸（西岸）に沿っている。

## 概要
自転車道建設運動の中心的役割を担った自転車道路協会は、建設に先立つ調査で、この路線について、三多摩地区から藤沢・茅ヶ崎方面への接続を可能とする路線と位置づけている。
総延長
24.5km（整備済み区間：20.1km）
起点
藤沢市鵠沼海岸 - 国道134号松波交差点の地下に設けられた地下横断歩道「湘南 海のちか道」
終点
大和市下鶴間 - 国道246号大和橋西詰

## 通過する自治体
- 神奈川県
  - 藤沢市 - 大和市

## 区間解説
起点から終点へ、北上する（川の上流に向かって進む）形で解説する。整備済み区間の大部分は境川沿いを通っているが、一部引地川沿いなども通る。
湘南 海のちか道（松波交差点） - 稲荷橋
約180m。海のちか道の南端は、丁字路（T字路）になっており、太平洋岸自転車道の一部とされる湘南海岸・砂浜のみちから分岐する形になっている。出口から稲荷橋までは、鵠沼新道の自転車通行可の歩道が自転車道のコースとして指定されている。
稲荷橋 - 引地橋西交差点（引地川沿い）
約3.4km。引地川右岸（西岸）沿いに整備され、車道から分離された「川べり遊歩道引地川緑地」がコースになっている。土系舗装がなされた歩道で、舗装が荒れた箇所が比較的多い。この区間には北端附近にある案内板を除き案内類はほとんどなく、藤沢大和自転車道の一部であることを思わせるものは皆無に近い。そればかりか自転車歩行者専用の道路標識の類もなく、川沿いの欄干に自転車のイラストがペイントされていること以外、「サイクリングコース」であることを感じさせるものも乏しい。
引地橋西交差点 - 境川大橋（未整備区間）
約2km。未整備区間。現地案内図や大規模自転車道サイトの地図には、未整備区間として国道1号藤沢バイパスに沿って線が描かれているが、歩行者・自転車が通行できる道や、藤沢バイパスと自転車道を直接つなぐ道はない。引地川沿いと境川沿いの間を移動するには、引地橋西交差点から神奈川県道43号藤沢厚木線とその先の国道467号（いずれも旧東海道）を通り、藤沢市民病院交差点で病院の正面まで進み、そこから東に回り込んで境川を北上し、国道1号藤沢バイパス（境川大橋）をくぐり、鷹匠橋（藤沢市立大清水中学校前）に至るのが一般的。
境川大橋 - 大和橋（境川沿い）
約18.5km。大半が独立した自転車歩行者専用道路として整備されている。自転車歩行者道のような形態になっている区間があるほか、未整備区間2.8kmがある。整備済み区間では、境川大橋（国道1号）または大和橋（国道246号）からの距離を示す距離標が500mごとに設置されている。
未整備区間は、一般道路を走ることになる。境橋から鹿島橋までの600mほどの区間は南向きに一方通行の交通規制が行われているため、現地に設置された案内図では国道467号に迂回するよう記されている。現在では、この一方通行は「自転車を除く」こととされている。北行の際には、一方通行区間の北端（入口）で見通しの悪い丁字路である相鉄本線附近の鹿島橋西詰をはじめとして、対向する自動車に注意が必要である。

## 特徴
- 境川・引地川の断面が広くないため、直交する一般道路との平面交差が多く、立体交差として処理されている箇所が少ない。
- このため、平面交差箇所の東側には直交する道路のために架けられた橋の欄干があり、特に西向きに走行する自動車の視認が遅れるおそれがある。
- 数少ない立体交差の一つである高倉地下道（高鎌橋西詰）は、アンダーパスというよりも狭いスロープが付いている階段による地下横断歩道といった形であり、注意を呼びかける標示がある。

## 周辺
- 江の島
- 辻堂海浜公園
- 藤沢宿 - 未整備区間の迂回路は東海道の一部である。藤沢宿の中心地を通っている。
- 清浄光寺 - 一般に遊行寺として知られている時宗総本山。
- 藤沢市ふじさわ宿交流館 - 東海道藤沢宿の観光施設。ロードバイク用の自転車スタンドも設置。
- 飯田牧場 - 自家製のアイスクリーム等の乳製品を販売している小規模な牧場。「日本一小さな牧場」を自称している。
- 俣野公園 - 横浜ドリームランド跡地にある大規模公園。
- ホテルエンパイア - 横浜ドリームランドに併設されたホテル。廃業後に改装され、現在は横浜薬科大学図書館棟になっている。沿道の代表的なランドマーク。
- 相州春日大社 - 旧称ドリームランド春日大社。春日大社の分霊を勧請しており、神鹿苑では春日大社の鹿の子孫が飼育されている。
- 境川遊水地公園 - 境川右岸（横浜市側）の俣野遊水地・下飯田遊水地・今田遊水地からなる境川遊水地の上部を公園として整備した神奈川県立公園。多目的広場・ビオトープ・境川遊水地情報センターが整備されている。
- 神奈川県営いちょう団地 - アジア・南米系の外国人が多く住む大規模団地。自転車道は、この団地の中心を通っている。
- 城山史跡公園（深見城跡） - 14世紀末頃に存在した深見城の跡地。

## 附近の自転車道
湘南海岸・砂浜のみち
太平洋岸自転車道の一部として指定されたサイクリングロードであり、同時に「関東ふれあいの道（首都圏自然歩道）」の1コースでもある。神奈川県藤沢市鵠沼海岸と同県茅ヶ崎市柳島の間8.5kmを結ぶ。「海のちか道」で藤沢大和自転車道と接続している。防砂林の海側にあるため、相模湾、江の島、烏帽子岩を望むことができるが、路面に砂が溜まっている箇所が多い。ロードバイクには不向きな道で、その利用者は並行する国道134号を走行することが多い。
境川自転車歩行者専用道路（境川ゆっくりロード）
境川の上流部左岸に沿って設置され、東京都町田市が管理する自転車道。路線名標示板には「二級河川境川自転車歩行者専用道路」と表記されている。鶴瀬橋（厳密にいうとその少し上流の町田市と横浜市の市境（町田市鶴間））から共和橋（町田市矢部町）まで11.6kmに渡って連続して整備されている。藤沢大和自転車道の境川沿いの区間とあわせて、こちら（特に鶴間～町田市街地間）も境川サイクリングロードと呼ばれることがある。また、境川ゆっくりロードは鶴瀬橋から坂本橋（町田市小山町）までの未整備区間を除く14.5kmの区間における愛称である。なお、藤沢大和自転車道の終点である大和橋から鶴瀬橋までは約1kmの距離がある。

## 登場作品
- ろんぐらいだぁす! - 自転車を題材とした漫画およびアニメ